# Sygehusapoteket Holbæk
Sygehusapoteket Holbæk (tidligere Sygehusapoteket Vestsjællands Amt) er et af de tre sygehusapoteker i Region Sjælland og er offentligt ejet af regionen. Sygehusapoteket er en sygehusafdeling beliggende på Holbæk Sygehus. Under hospitalsapoteket hører en sygehusapoteksfilial (Sygehusapoteksfilialen Slagelse), som er beliggende på Slagelse Sygehus.
Hospitalsapoteket i Holbæk ledes overordnet af en sygehusapoteker og til dagligt af en ledende farmakonom. Sygehusapoteksfilialen i Slagelse ledes af en sygehusapoteksfilialleder.
Sygehusapoteket er delt op i 4 afdelinger, der hver styres af en afdelingsfarmakonom eller afdelingsfarmaceut. Sygehusapoteket udfører klinisk farmaci, rationel farmakoterapi, lægemiddelfremstilling, medicinservice og vejleder læger og sygeplejepersonale i forbindelse med ordination og administration af lægemidler til sygehusenes patienter.
Hospitalsapoteket (inkl. filialen) beskæftiger tilsammen 39 medarbejdere, som er farmakonomer, farmaceuter, defektricer, apoteksmedhjælpere, laboranter, apoteksportører og hospitalsmedhjælpere.
Derudover har sygehusapoteket løbende farmaceut- og farmakonomstuderende på praktik- og studieophold.

## Eksterne kilder, links og henvisninger
- Sygehusapoteket Holbæk og Sygehusapoteksfilialen Slagelses hjemmeside
- Sygehusapotekerne i Region Sjælland – rapport af 22.01.2007 (Webside ikke længere tilgængelig)
- Rammerne for sygehusapotekernes fremtidige virke i Region Sjælland – rapport af 16.01.2008 (Webside ikke længere tilgængelig)

|  | Denne artikel om en bygning eller et bygningsværk kan blive bedre, hvis der indsættes et (bedre) billede. Du kan hjælpe ved at afsøge Wikimedia Commons for et passende billede eller lægge et op på Wikimedia Commons med en af de tilladte licenser og indsætte det i artiklen. |

|  | Denne artikel kan blive bedre, hvis der indsættes geografiske koordinater Denne artikel omhandler et emne, som har en geografisk lokation. Du kan hjælpe ved at indsætte koordinater i wikidata. |